# Roger Price
Pour les articles homonymes, voir Price.
Roger Price (6 mars 1918 - 31 octobre 1990) était un humoriste, auteur de comédies, écrivain, dessinateur et éditeur américain. Sa création la plus marquante est le droodle, sorte de croquis devinette qui a eu un grand succès parmi les élèves des lycées au début des années 1960, puis par la suite en publication dans Charlie mensuel.

## Biographie
À la fin des années 1940, il participe à la création de comédies à Broadway, en particulier avec l'humoriste Bob Hope.
En 1950 il crée avec Leonard Stern (voir (en) Leonard Stern) la collection éditoriale américaine Mad Libs dont ils sont aussi les éditeurs (Price/Stern/Sloan publishing). Cette collection d'histoires à trous est présentée quasiment comme des carnets à sténo où à chaque page se trouve le texte d'une historiette dont à chacune des phrases il manque des termes, indiqués par des espaces vides. Le principe étant de trouver/réinventer le contenu de ces zones au texte manquant. Leur principe, lié à celui du cadavre exquis des surréalistes, a pour but de faire surgir l'imagination et ce souvent de manière très humoristique.
C'est au début des années 1950 que son talent de dessinateur, après s'être exprimé dans son livre de 1951 traduit en français Le Cerveau à sornettes, et s'exprimant aussi dans plusieurs jeux TV type quiz l'amène à la création des droodles, invention qui pousse jusqu'au bout l'idée des Mad Libs, interprétation de texte incomplet, à partir de dessins à commenter et abstraits à première vue. Le succès fut tel que Roger Price eu même son émission TV Droodles en 1954.
Il a collaboré au magazine américain d'humour Mad.
Dans les années 1960 il crée la première galerie d'art new-yorkaise consacrée à la bande dessinée, aux comics.
En 1966-1967, il publie le magazine d'humour Grump.

## Œuvres
- Roger Price, Le Cerveau à sornettes, de l'évitisme en général et de ses rapports avec l'art de la traduction en particulier (titre original : In one head and out the other), traduit par Jacques Papy, Le Club français du livre, 1952, format In octavo (13x20 cm) 200 pages et 90 illustrations (10 000 exemplaires numérotés) ; édition de 1967 chez Éditions Julliard préfacée par Georges Perec.
- Roger Price, Droodles, 1982, A.M.P., Collection Pfft !, 1982, Paris.  (ISBN 978-0967606132) (en)
- Un Mexicain à vélo et 119 autres Droodles de Roger Price. Traduction et présentation de Jean-Christophe Napias. La Table Ronde, 2015.

## Sources
1. ↑  (en) Mad Libs a brief history by Leonard Stern, 23-10-2006. L'invention des Mad libs raconté par Stern lui-même.